# Pops Fernández
María Cielito "Pops" Fernández y Lukbán de Nievera (Ciudad Quezón; 12 de diciembre de 1966), conocida artísticamente como Pops Fernández, es una cantante, compositora y actriz filipina. A los 16 años de edad ella incusrsionó en la música, siendo una de las artistas más famosas de Filipinas. En 1995 compartió la actuación con dos grandes estrellas de su país, como Martín Nievera, la puertorriqueña Dayanara Torres y Ariel Rivera. Además estuvo casada con Martín Nievera con quien tuvo 2 hijos: Ram y Robin Nieves.

## Discografía
- 1982. Pops (Gold Award)
- 1983. Pops Fernadez in Love
- 1984. Heading for the Top
- 1986. The Best of Pops Fernandez (Gold Award)
- 1990. Awesome (Platinum Award)
- 1991. Change
- 1996. Colours
- 1999. Nagmamahal Pa Rin Sa 'Yo (Gold Award)
- 1999. Moments (Gold Award)
- 2001. Shindig Live
- 2001. The Story of Pops Fernandez
- 2002. The Way I Feel Inside (Gold Award)
- 2004. When Words Are Not Enough
- 2006. Silver
- 2006. Don't Say Goodbye (Re-released)
- 2009. Hope

## Películas
- Zsazsa Zaturnnah Ze Moveeh (2006)
- Videoke King (2002)
- Gusto Ko Ng Lumigaya (2000)
- Linlang (1999)
- Tamis Ng Unang Halik (1990)
- Kung Maibabalik Ko Lang (1989)
- Magic To Love (1989)
- Sa Puso Ko Hahalik Ang Mundo (1988)
- Stupid Cupid (1988)
- Shoot That Ball (1987)
- Si Mister At Si Misis (1986)
- Always And Forever (1986)
- Payaso (1986)
- Give Me Five (1984)
- Paano Ba Ang magmahal (1984)
- Just Say You Love Me (1982)
- Pag-ibig Pa (1982)

## Series de televisión
- POPS! (2005)
- Sing-galing ni Pops (2005)
- Twin Hearts
- All Together Now
- SOP (2003-2004)
- Morning Girls (2002)
- P.O.P.S. (Pops on Primetime Saturday)
- Nagmamahal pa rin sa iyo
- ASAP (1995) (1995-2003)
- Eat Bulaga (1979)
- Buhok Pinoy
- Twogether
- Penthouse Live!